# Yangjia Michuan Taiji Quan
Le Yangjia Michuan Taiji Quan, Transmission Secrète de la Famille Yang, est un style de tai chi chuan créé par Yang Luchan, le fondateur du style Yang. Il a transmis ce style à son fils Yang Jianhou qui l'a enseigné à son élève Zhang Qinlin. Il semblerait que Yang Jianhou n'ait jamais transmis la forme secrète à son fils Yang Chengfu, principal propagateur du style Yang. Plusieurs légendes circulent à ce sujet. Wang Yen-nien est probablement le seul élève de Zhang Qinlin ayant appris cette forme et qui ait survécu à la guerre sino-japonaise. 
Il a choisi, afin d'éviter qu'elle ne se perde, de la transmettre à un grand nombre d'élèves de toutes nationalités.

## Enseignement
L'enseignement du Yangjia Michuan comprend :
- la forme longue
- le shi-san shi ou 13 postures, forme courte
- les exercices de base pour l'échauffement
- le tuishou, poussée des mains avec partenaire
- les applications martiales des mouvements de la forme avec partenaire [2]
- les armes : éventail[3], épée Kunlun  et perche. D'autres armes sont également pratiquées par les professeurs du style : épée Wudang, sabre, bâton long et court
- le Neigong, technique respiratoire de méditation taoïste, qui fut introduit à la pratique par Zhang Qinlin.

La forme du Yangjia Michuan compte 127 mouvements, elle est divisée en trois séquences (duan) symbolisant la terre, l'homme et le ciel. Dans son déroulement, la forme Michuan se rapproche de la forme longue Yang, en y intégrant des mouvements supplémentaires (ficher la main, soulever le rideau...) et une symétrisation de la plupart des mouvements.
L'une des caractéristiques principales de cette forme réside dans l'enracinement sur la jambe arrière.
Le tuishou (poussée des mains) et les applications martiales ont un rôle prépondérant dans ce style.

## Liste des mouvements de la forme
Yi Duan - Première Séquence
1. Préparation
2. Ouverture
3. Cai, à droite puis à gauche
4. Pousser vers la gauche
5. Simple balayage du bras, à gauche
6. Ficher la main
7. Se tourner et peng, saisir la queue du moineau et fermeture apparente, à droite puis à gauche
8. Avancer et cai, à droite
9. Simple fouet, à gauche
10. Cai, zhou et kao, à droite puis à gauche
11. Avancer et frapper au cœur avec la paume, à droite
12. Reculer, la grue blanche déploie ses ailes, à gauche
13. Attraper le genou en faisant un pas, à gauche
14. Jouer du pipa, à gauche
15. Se tourner et cai, attraper le genou en faisant un pas et jouer du pipa, à droite puis à gauche
16. Se tourner et cai, avancer, tordre, bloquer et frapper avec le poing, fermeture apparente, à droite puis à gauche
17. Croiser les mains
18. Reporter le tigre à la montagne (1 fois)

Er Duan - Deuxième Séquence
1. Enfourcher le tigre et gravir la montagne, à droite puis à gauche
2. Se tourner, frapper trois fois avec la paume, saisir la queue du moineau, fermeture apparente, à droite puis à gauche
3. Avancer et cai à droite
4. Demi-fouet, à gauche
5. Pousser la montagne dans la mer, à gauche puis à droite
6. Coude horizontal, à gauche puis à droite
7. Frapper avec le poing par-dessous le coude, à gauche puis à droite
8. Le singe bat en retraite, à gauche puis à droite
9. Faire un pas, soulever un bras et frapper au cœur avec la paume, à gauche puis à droite
10. Poussée vers la droite
11. Simple balayage du bras, à droite
12. Zhou et kao vers la droite, cai, zhou et kao vers la gauche
13. Pas en avant, frapper au cœur avec la paume, à droite
14. Reculer, la grue blanche déploie ses ailes, à gauche
15. Attraper le genou en faisant un pas, à gauche
16. Soulever le rideau, à droite
17. Chercher l'aiguille au fond de la mer, à droite
18. Le dragon vert surgit des eaux, à droite
19. Se retourner, frapper avec le poing en le rabattant sur le côté, à droite
20. Peng, saisir la queue du moineau et fermeture apparente, à droite puis à gauche
21. Avancer et cai, à droite
22. Simple fouet, à gauche
23. Les mains ondulent comme les nuages - 1re série
24. Simple fouet, à gauche
25. Avancer et caresser l'encolure du cheval, à droite ; pousser vers la droite, cai et se baisser vers la gauche puis séparer les pieds vers la droite
26. Reculer et caresser l'encolure du cheval, à gauche ; pousser vers la gauche, cai et se baisser vers la droite puis séparer les pieds vers la gauche
27. Pivoter et donner un coup de talon, à gauche
28. Attraper le genou en faisant un pas, à gauche
29. Avancer, attraper le genou et frapper l'entrejambe avec le poing, à droite et à gauche
30. Se retourner, se baisser et faire levier à droite
31. Avancer et faire levier à gauche
32. Frapper avec le poing par-dessous le coude, à droite
33. Coup de talon, à droite
34. Se retourner et caresser le dos du cheval, à droite
35. Se baisser et frapper le tigre à gauche
36. Tourner et frapper le tigre à droite
37. Lu et donner un coup de talon à droite
38. Le double vent transperce les oreilles, à droite puis à gauche
39. Lu, tourner et donner un coup de talon à gauche
40. Tourner et terrasser le tigre, à droite
41. Avancer, cycle Yin-Yang de coups de pied
42. Peng et frapper avec le poing, fermeture apparente, à droite puis à gauche
43. Croiser les mains
44. Reporter le tigre à la montagne (2 fois)

San Duan - Troisième Séquence
1. Enfourcher le tigre et gravir la montagne, à gauche et à droite
2. Tourner, frapper trois fois avec la paume, à gauche ; peng, saisir la queue du moineau, fermeture apparente, à droite
3. Tourner, frapper trois fois avec la paume, saisir la queue du moineau, fermeture apparente, à gauche
4. Tourner et cai, à droite
5. Le simple fouet oblique vers la gauche
6. Séparer la crinière du cheval sauvage, à droite puis à gauche
7. Tourner et pousser avec la paume vers la droite
8. Tourner et peng, saisir la queue du moineau, fermeture apparente, à gauche
9. Tourner et pousser avec la paume vers la gauche
10. Tourner et peng, saisir la queue du moineau, fermeture apparente, à droite
11. Se retourner vers la gauche et simple fouet oblique vers la droite
12. La dame de jade lance la navette, à droite puis à gauche
13. Peng, saisir la queue du moineau, fermeture apparente, à droite puis à gauche
14. Avancer et cai vers la droite
15. Simple fouet vers la gauche
16. Les mains ondulent comme les nuages - 2e série
17. Simple fouet vers la gauche et se baisser
18. Avancer puis reculer, le faisan doré se tient sur une patte
19. Coup de talon gauche ; le singe bat en retraite, à gauche et à droite
20. Cai puis séparer les mains, à droite puis à gauche
21. Simple balayage du bras vers la gauche
22. Zhou, kao vers la gauche puis cai, zhou, kao vers la droite
23. Avancer, frapper au cœur avec la paume, à gauche
24. Reculer, la grue blanche déploie ses ailes, à droite
25. Attraper le genou en faisant un pas à droite
26. Soulever le rideau, à gauche
27. Chercher l'aiguille au fond de la mer, à gauche
28. Le dragon vert surgit des eaux, à gauche
29. Se retourner et frapper avec le poing en le rabattant sur le côté, à gauche
30. Frapper avec le poing par-dessous le coude, à gauche
31. Donner un coup de talon gauche ; se retourner et caresser le dos du cheval, à gauche
32. Peng, saisir la queue du moineau, fermeture apparente, à droite puis à gauche
33. Avancer et cai, à droite
34. Simple fouet vers la gauche
35. Les mains ondulent comme les nuages - 3e série
36. Simple fouet vers la gauche
37. Avancer et caresser l'encolure du cheval, à droite
38. Avancer, le serpent blanc crache son venin à gauche
39. Reculer, simple fouet vers la droite
40. Avancer et caresser l'encolure du cheval, à gauche
41. Avancer, le serpent blanc crache son venin à droite
42. Se retourner et pousser avec la paume vers la gauche
43. Tourner, faire la croix pour donner un coup de talon vers la droite ; puis se pencher pour planter son poing à droite
44. Se redresser, faire la croix pour donner un coup de talon vers la gauche ; puis se pencher pour planter son poing à gauche
45. Le dragon explore avec ses griffes, à droite
46. Le python tournoie, le gibbon offre des fruits, à droite
47. Le dragon explore avec ses griffes, à gauche
48. Le python tournoie, le gibbon offre des fruits, à gauche
49. Le dragon explore avec ses griffes, se retourner et pousser avec la paume, à droite
50. Tourner et peng, saisir la queue du moineau, fermeture apparente, à gauche
51. Avancer, peng, saisir la queue du moineau, fermeture apparente, à droite
52. Tourner, simple fouet, se baisser, à droite
53. Se redresser et caresser l'encolure du cheval à gauche
54. Avancer pour frapper avec le poing en formant la Grande Ourse, à droite
55. Se retourner, simple fouet et se baisser à gauche
56. Se redresser et caresser l'encolure du cheval à droite
57. Avancer pour frapper avec le poing en formant la Grande Ourse, à gauche
58. Reculer, la grue blanche déploie ses ailes à droite
59. Pivoter, les cent exercices de jambes, à gauche puis à droite
60. Reculer et enfourcher le tigre, à gauche puis à droite
61. Bander l'arc et abattre le tigre, à gauche puis à droite
62. Se baisser, avancer, peng et frapper avec le poing ; fermeture apparente, à droite puis à gauche
63. Croiser les mains
64. Reporter le tigre à la montagne (3 fois)
65. Fermeture du Taiji et retour à l'unité

## Liens
- l'Amicale du Yangjia Michuan en Europe
- le Collège Européen des enseignants du Yangjia Michuan Taiji Quan
- Association Internationale du Yangjia Michuan